# Larisa Chzhao
Larisa Chzhao (Лариса Чжао, née le 4 février 1971) est une athlète russe spécialiste du demi-fond. Elle a été sacrée championne d'Europe en salle sur 800 en 2005.

## Palmarès

### Championnats du monde d'athlétisme
- Championnats du monde d'athlétisme de 2005 à Helsinki ( Finlande)
  - 6e sur 800 m

### Championnats d'Europe d'athlétisme en salle
- Championnats d'Europe d'athlétisme en salle de 2005 à Madrid ( Espagne)
  -  Médaille d'or sur 800 m